# Simó Cordomí
Simó Cordomí i Carrera (Olot, 29 de julio de 1868-Barcelona, 23 de enero de 1937) fue un arquitecto modernista español.

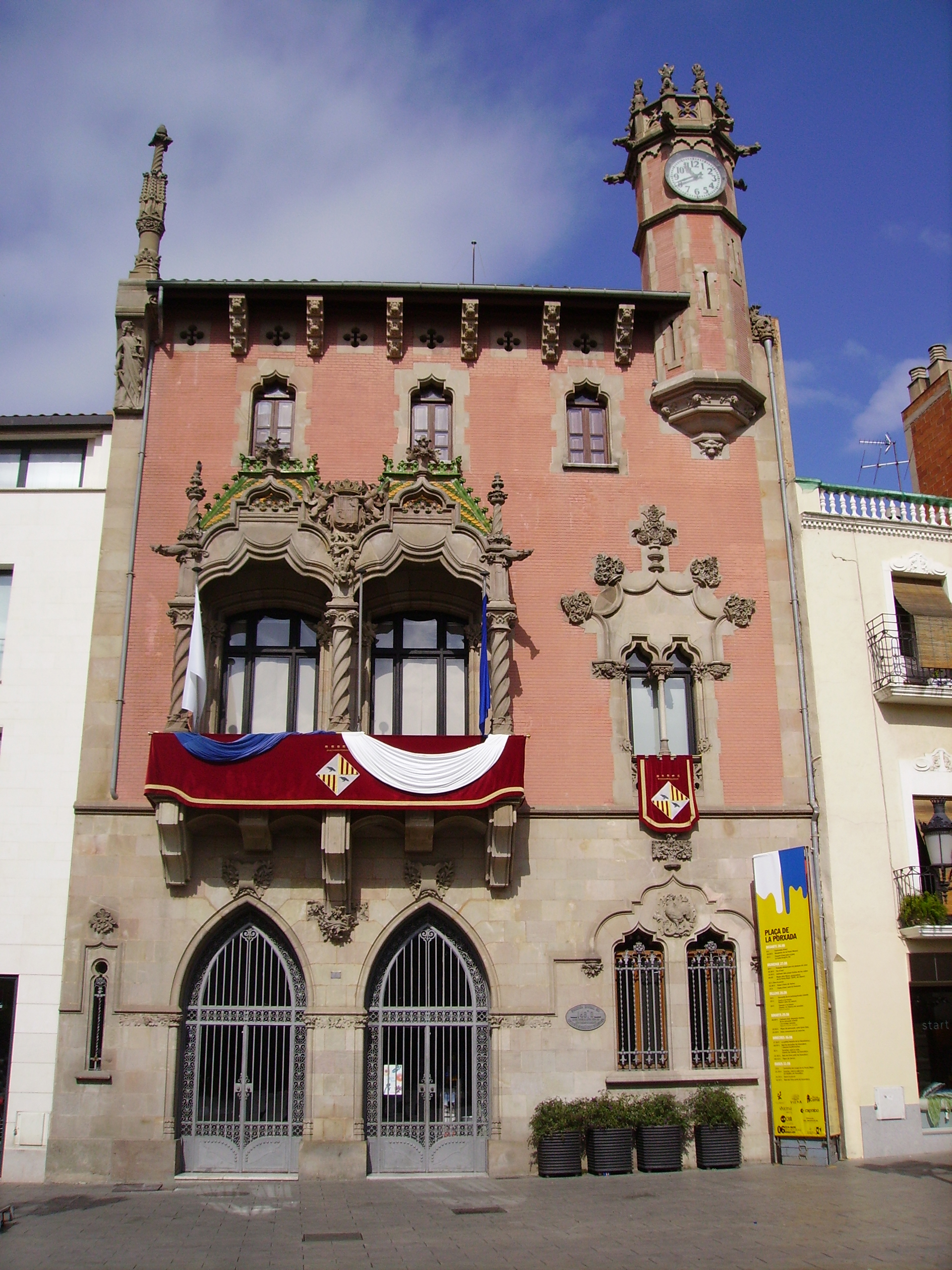
Ayuntamiento de Granollers

Estudió en la Escuela Técnica Superior de Arquitectura de Barcelona, donde se tituló en 1895. Fue arquitecto municipal de Granollers (1895-1928), donde fue autor del Ayuntamiento (1902-1904), en estilo neogótico. En Camprodón fue autor de la casa Can Roig (1900-1901), mientras que en Olot realizó la reforma del edificio El Arte Cristiano (1899), la del Teatro Municipal (1902) y algunas torres en el paseo de Barcelona.